# Suec
El suec ( svenska (?·pàg.)) és una llengua escandinava parlada per més de nou milions de persones, principalment a Suècia i parts de Finlàndia, sobretot a la costa i a les illes Åland. És en gran part mútuament intel·ligible amb el noruec, i també però no tant amb el danès. Com les altres llengües escandinaves, el suec descendeix del nòrdic antic, el llenguatge comú dels germànics que vivien a Escandinàvia durant l'era vikinga.
El suec estàndard és la llengua nacional que evolucionà dels dialectes del suec central al segle xix i que ja estava ben establerta al començament del segle xx. Malgrat que encara hi ha varietats regionals diferents que venen dels dialectes rurals antics, la llengua parlada i escrita és uniforme i estandarditzada. Alguns dialectes són molt diferents del suec estàndard en gramàtica i vocabulari i no són sempre mútuament intel·ligibles amb el suec estàndard. Aquests dialectes es limiten a àrees rurals i són parlats principalment per un nombre reduït de gent amb poca mobilitat social. Tot i que no estan amenaçats d'extinció imminent, aquests dialectes han anat declinant durant el darrer segle, malgrat el fet que estan ben documentats i el seu ús és encoratjat per les autoritats locals.
L'ordre estàndard de les frases és Subjecte Verb Objecte, encara que això pot canviar sovint per a emfatitzar certes paraules o frases. La morfologia del suec és similar a la de l'anglès, és a dir, té relativament poques flexions; dos gèneres, cap cas (si bé segons algunes anàlisis més antigues hi ha dos casos, el nominatiu i el genitiu), i una distinció entre singular i plural. Els adjectius es comparen com en anglès, i també es flexionen segons el gènere, el nombre i l'efecte de definitud. L'efecte de definitud dels substantius es marca principalment per mitjà de sufixos (terminacions), complementats amb articles definits i indefinits. La prosòdia presenta tant accent com tons. La llengua té una varietat vocàlica relativament gran. El suec també és notable per la consonant fricativa postalveolovelar sorda, un fonema consonàntic altament variable.

## Classificació
El suec és una llengua indoeuropea, i pertany a la branca escandinava de les llengües germàniques. A la classificació establerta, forma part de les llengües escandinaves orientals al costat del danès, separant-lo de les llengües escandinaves occidentals, que són el feroès, l'islandès i el noruec. Tanmateix, anàlisis més recents divideixen les llengües escandinaves en dos grups: l'escandinau insular (feroès i islandès) i escandinau continental (danès, noruec i suec), basant-se en la mútua intel·ligibilitat deguda a la forta influència de les llengües escandinaves orientals (sobretot el danès) al noruec durant l'últim mil·lenni, així com en la divergència del feroès i l'islandès.
Segons molts criteris d'intel·ligibilitat mútua, les llengües escandinaves continentals podrien ser considerades perfectament dialectes d'un mateix idioma escandinau. Tanmateix, i a causa de diversos segles de rivalitat, a vegades bastant intensa, entre Suècia i Dinamarca, incloent-hi una llarga sèrie de guerres als segles xvi i xvii, i de les idees nacionalistes que aparegueren a finals del segle xix i principis del segle xx, les diferents llengües tenen ortografia, diccionaris, gramàtiques i òrgans reguladors diferents. Així doncs, des d'una perspectiva lingüística, és més precís descriure el danès, el noruec i el suec com un contínuum dialectal de la llengua escandinava, i alguns dels dialectes, com els que es parlen a la frontera entre Noruega i Suècia –especialment parts de Bohuslän, Dalsland, Värmland occidental, Dalarna occidental, Härjedalen i Jämtland– se situen a mig camí entre les llengües estàndards nacionals.

## Història
Al segle ix, l'antic nòrdic començà a separar-se en antic nòrdic occidental (Noruega i Islàndia) i antic nòrdic oriental (Suècia i Dinamarca). Al segle xii, els dialectes de Dinamarca i Suècia començaren a separar-se, esdevenint danès antic i suec antic al segle xiii. Ambdós reberen una important influència de l'antic baix alemany durant el període medieval. Tot i que les etapes de desenvolupament lingüístic no tingueren mai uns límits tan clars com els que s'indiquen aquí, i no s'haurien de prendre massa literalment, el sistema de subdivisions utilitzat en aquest article és el que usen més habitualment els lingüistes suecs, i se l'utilitza per la seva practicalitat.

### Antic nòrdic
Al segle viii, la llengua germànica comuna d'Escandinàvia, el protonòrdic, havia sofert alguns canvis i evolucionat en nòrdic antic. Aquest llenguatge comença a patir nous canvis que no s'estengueren arreu d'Escandinàvia, cosa que provocà l'aparició de dos dialectes similars, l'antic nòrdic occidental (Noruega i Islàndia) i l'antic nòrdic oriental (Dinamarca i Suècia).
El subdialecte d'antic nòrdic oriental parlat a Suècia s'anomena suec rúnic, i el parlat a Dinamarca, danès rúnic (també n'hi havia un subdialecte que es parlava a Gotland, el gotlandès antic), però fins al segle xii, el dialecte era el mateix en ambdós països amb la principal diferència d'una monoftonguització en el danès rúnic (vegeu més avall). Els dialectes reben el nom de "rúnic" a causa del fet que la majoria de corpus de text escrit apareix en l'alfabet rúnic. A diferència del protonòrdic, que s'escrivia amb l'alfabet futhark antic, l'antic nòrdic s'escrivia amb l'alfabet futhark recent, que només tenia setze lletres. A causa del nombre limitat de runes, algunes runes representaven un ventall de fonemes, com per exemple la runa de la vocal u, que també representava o, ø i y; i la runa de la vocal i, que també representava e.
A partir del 1100, el dialecte de Dinamarca començà a diferenciar-se del de Suècia. Les innovacions s'estengueren de manera heterogènia de Dinamarca, cosa que creà una sèrie de límits menors dialectals (o isoglosses) que anaven des de Sjælland al sud fins a Norrland, Österbotten i el sud-est de Finlàndia al nord.
Un dels primers canvis que diferenciaren el danès rúnic d'altres dialectes d'antic nòrdic oriental fou el canvi del diftong æi al monoftong é, com en stæinn a sténn "pedra". Això es reflecteix en inscripcions rúniques; les més antigues mostren stain i les més recents stin. També hi hagué un canvi del diftong au, com en dauðr, en una ø llarga i oberta, com en døðr "mort". Aquest canvi apareix a les inscripcions rúniques com un canvi de tauþr en tuþr. A més, el diftong øy es transformà en una ø llarga i tancada, com en la paraula del nòrdic antic per "illa". Aquestes modificacions també havien afectat la majoria de la regió de parla del suec rúnic a finals del període, amb l'excepció dels dialectes que es parlaven al nord i a l'est de Mälardalen, on encara existeixen els diftongs en àrees remotes.

### Suec antic
El suec antic és el nom de la llengua sueca medieval, a partir del 1225. Entre els documents més importants del període escrits en alfabet llatí hi ha el codi legal provincial més antic, el Västgötalagen, del qual s'han trobat fragments que daten del 1250. Les influències més importants d'aquesta època vingueren amb el ferm establiment de l'Església Catòlica Romana i diversos orde monàstics, que introduïren nombrosos préstecs del grec i el llatí. Amb l'ascens de la Lliga Hanseàtica a finals del segle xiii i principis del segle xiv, la influència del baix alemany esdevingué més i més present. La Lliga Hanseàtica dugué un gran nombre d'immigrants de parla alemanya al comerç i administració suecs. Molts d'ells esdevingueren membres bastant influents de la societat sueca medieval, i incorporaren termes de la seva llengua mare al vocabulari. A més d'un gran nombre de préstecs d'àmbits com ara la guerra, el comerç i l'administració, també s'incorporaren sufixos gramaticals de caràcter general i fins i tot conjuncions. Gairebé tots els termes relacionats amb la nàutica foren importats del neerlandès.
El suec medieval primerenc era notablement diferent de la llengua actual en què tenia una estructura de casos més complexa i encara no havia experimentat una reducció en el sistema de gèneres. Els substantius, adjectius, pronoms i certs numerals es flexionaven en quatre casos: a més del nominatiu actual, també hi havia el genitiu, el datiu i l'acusatiu. El sistema de gèneres s'assemblava al de l'alemany actual, amb gèneres masculí, femení i neutre. La majoria de substantius masculins i femenins foren agrupats en un únic gènere. El sistema verbal també era més complex: incloïa els modes subjuntiu i imperatiu, i els verbs es conjugaven segons la persona i el nombre. Al segle xvi, els sistemes de casos i de gènere de la llengua parlada col·loquial i de la literatura profana ja s'havien reduït pràcticament als dos casos i dos gèneres del suec modern. Les flexions antigues continuaren sent habituals en l'estil de prosa elevat fins al segle xviii, i en alguns dialectes fins a principis del segle xx.

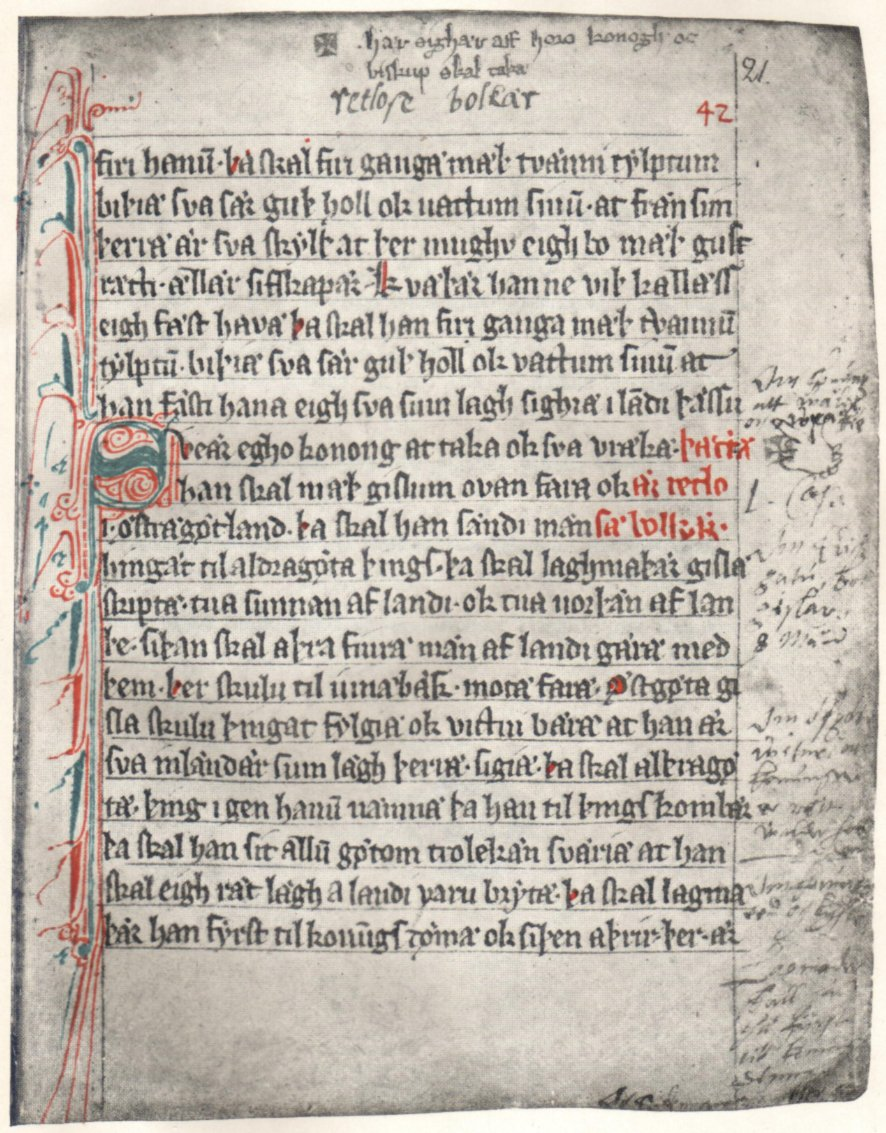
Una còpia de lAntic Västgötalagen – un codi legal de Västergötland a partir de la dècada del 1280, un dels texts més antics en suec escrits en l'alfabet llatí.

Un canvi de transició de l'alfabet llatí als països nòrdics era escriure la combinació de lletres ae com a æ – i a vegades com a a' –, tot i que això variava entre individus i regions. La combinació ao també s'escrivia ao, i oe esdevingué oe. Més endavant, aquestes lletres evolucionarien en ä, å i ö.

### Suec modern
El suec modern (en suec: nysvenska) comença amb l'arribada de la impremta i la Reforma. El 1541, després d'assumir el poder, el nou monarca Gustau Vasa ordenà una traducció en suec de la Bíblia, coneguda habitualment com a Bíblia de Gustau Vasa. La traducció fou considerada tan reeixida i influent que, amb la incorporació de revisions en edicions posteriors, romangué la traducció més comuna de la Bíblia fins al 1917. Els traductors principals foren Laurentius Andreæ i els germans Laurentius i Olaus Petri.

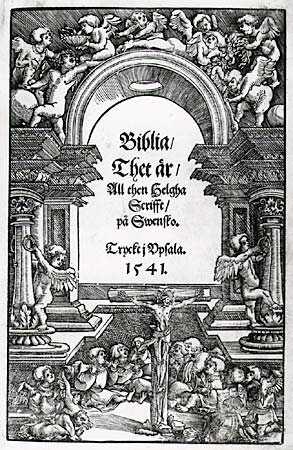
Portada de la Bíblia de Gustau Vasa del 1541. El títol traduït al català és: "La Bíblia / És a dir / Les Sagrades Escriptures / en Suec. Impresa a Uppsala. 1541".

La Bíblia de Vasa és sovint considerada un compromís raonable entre l'antic i el nou; mentre que no es corresponia amb la llengua parlada col·loquial dels seus temps, no era massa conservadora en el seu ús de formes arcaiques. Fou un pas important vers una ortografia sueca més consistent. Establí l'ús de les vocals å, ä, i ö, així com la forma ck en lloc de kk, distingint-la clarament de la Bíblia danesa, potser de manera intencional a causa de la rivalitat persistent entre ambdós països. Els tres traductors provenien del centre de Suècia, cosa que és generalment es considera com que afegí trets específics del suec central a la nova Bíblia.
Encara que pugui semblar que la traducció de la Bíblia marcà un precedent molt important per les normes ortogràfiques, de fet l'ortografia esdevingué menys consistent durant la resta del segle. No fou fins al segle xvii que es començà a discutir sobre l'ortografia, més o menys a l'època en què s'escrigueren les primeres gramàtiques. El debat sobre l'ortografia durà fins a principis del segle xix, i no fou fins a la segona meitat del segle xix que l'ortografia definí normes generalment acceptades.
Les majúscules no estaven normativitzades en aquella època. Depenia dels autors i del seu rerefons. Aquells que estaven influenciats per l'alemany posaven majúscules a tots els substantius, mentre que els altres utilitzaven menys les majúscules. Tampoc no era sempre evident quines lletres calia posar en majúscules, a causa de la font gòtica que s'utilitzà per imprimir la Bíblia. Aquesta font fou usada fins a mitjans del segle xviii, quan fou gradualment substituïda per una font llatina (sovint antiqua).
Un dels canvis importants en la fonètica durant aquest període fou l'assimilació gradual de diferents grups consonàntics en la consonant fricativa alveolar sorda ([ʃ]) i més endavant en [ɧ]. També hi hagué una palatalització de [g] i [k] en [j] i de la friactiva [ɕ] davant les vocals anteriors. La fricativa velar [ɣ] també es transformà en l'oclusiva [g].

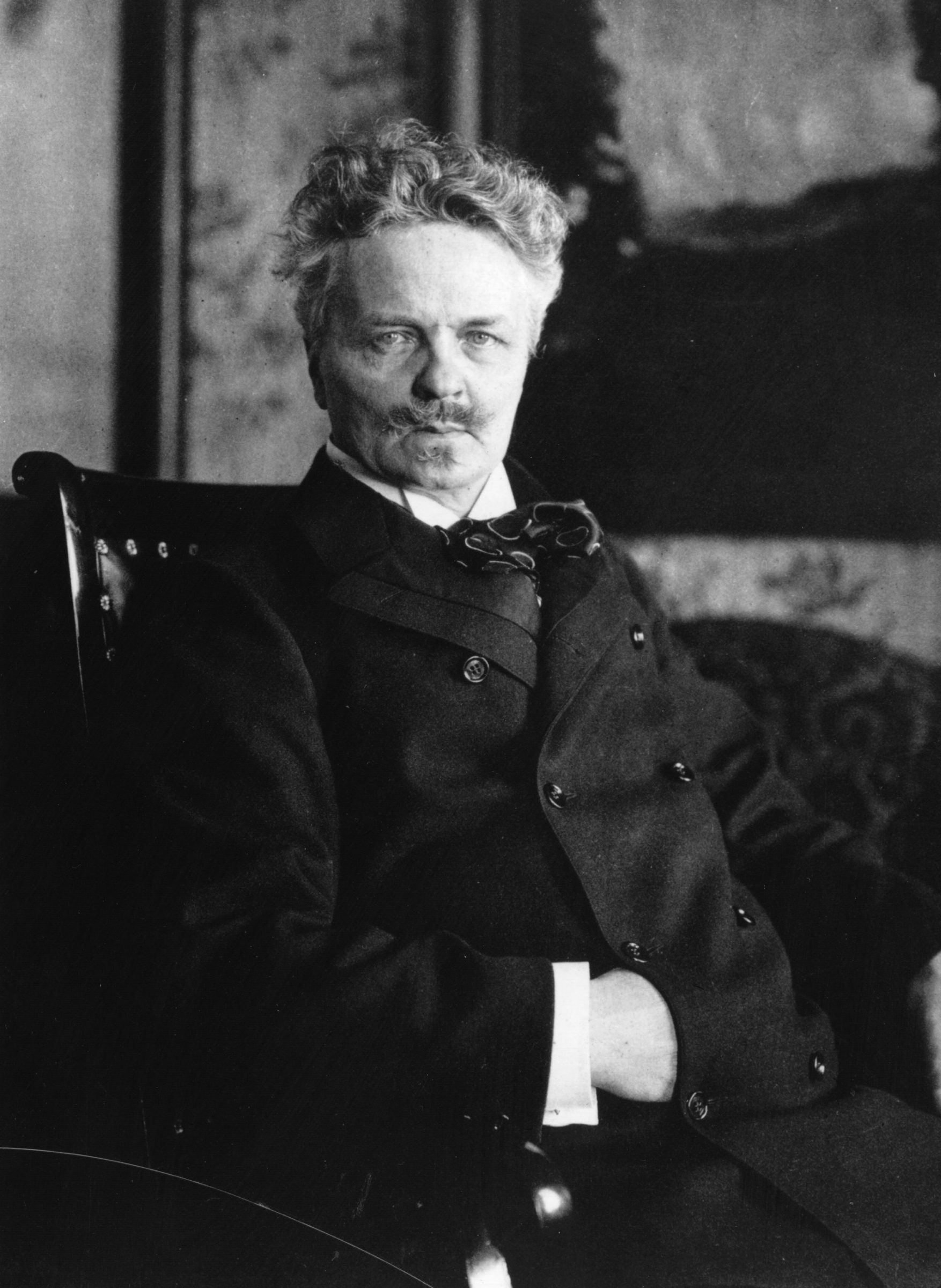
August Strindberg, un dels escriptors més influents en la literatura del suec modern.

### Suec contemporani
El període que inclou el suec tal com es parla avui rep el nom de nusvenska (literalment, "suec d'ara") en terminologia lingüística i començà a les últimes dècades del segle xix. Aquest període fou testimoni d'una democratització de la llengua, amb una llengua escrita menys formal i més propera a la llengua parlada. L'expansió d'un sistema escolar públic també portà a l'evolució del denominat boksvenska (literalment, "suec de llibre"), especialment entre les classes obreres, en què la forma escrita influïa en certa manera la pronunciació, especialment en contextos oficials. Amb la industrialització i urbanització de Suècia ben començada a les últimes dècades del segle xix, una nova generació d'autors deixà la seva marca a la literatura sueca. Molts estudiosos, polítics i altres figures públiques tingueren una gran influència sobre la nova llengua nacional que emergia, i entre ells hi havia autors prolífics com ara el poeta Gustaf Fröding, la guanyadora del premi Nobel Selma Lagerlöf i el radical autor i dramaturg August Strindberg.
Fou durant el segle xx que una llengua nacional comuna i estandarditzada es posà a l'abast de tots els suecs. Quan hi hagué la reforma ortogràfica del 1906, l'ortografia ja quedà finalment fixada i era gairebé uniforme, amb l'excepció d'algunes divergències menors. Amb l'excepció de les formes plurals dels verbs i una sintaxi lleugerament diferent, especialment en la llengua escrita, la llengua era la mateixa que el suec d'avui en dia. Les formes plurals dels verbs romangueren, cada cop menys usades, en el llenguatge formal (i especialment escrit) fins a la dècada del 1950, quan finalment foren oficialment abolides fins i tot en les recomanacions oficials.
En la dècada del 1960 tingué lloc un canvi molt significatiu en el suec, amb la denominada du-reformen ("la reforma del tu"). Anteriorment, la manera formal de dirigir-se a algú d'estatus social igual o superior era amb el títol i cognom. L'ús de herr ("senyor"), fru ("senyora") o fröken ("senyoreta") només era considerat acceptable en una conversa inicial amb desconeguts d'ocupació, títol acadèmic o grau militar desconegut. El fet que s'havia de parlar a l'interlocutor preferentment en tercera persona tendia a complicar encara més la comunicació oral entre membres de la societat. A principis del segle xx es feu un intent sense èxit de substituir aquesta insistència en els títols amb ni (el pronom estàndard de segona persona del plural – equivalent a vós en català). Ni (pronom de segona persona del plural) acabà convertint-se en una forma lleugerament menys familiar de du (pronom de segona persona del singular) utilitzada per dirigir-se a persones d'estatus social inferior. Amb la liberalització i radicalització de la societat sueca a les dècades del 1950 i 1960, aquestes distincions de classe, prèviament significatives, esdevingueren menys importants i du esdevingué l'estàndard, fins i tot en contextos formals i oficials. Malgrat que la reforma no fou conseqüència d'un decret polític centralitzat, sinó un canvi profund en l'actitud social, fou completada en només uns quants anys, entre finals de la dècada del 1960 i principis de la dècada del 1970. Tanmateix, en les generacions més joves, la forma ni encara té un ús freqüent com a forma de respecte en dirigir-se a gent més gran, i a vegades la fan servir els venedors amb els clients.

### Antigues minories lingüístiques

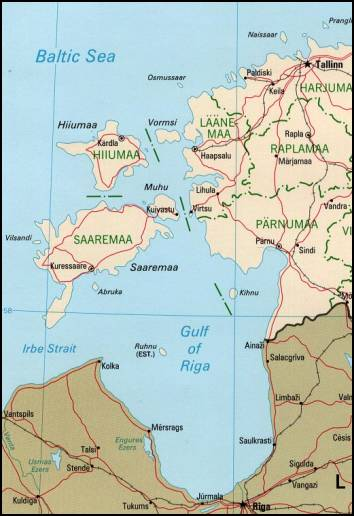
Mapa de les illes estonianes que anteriorment albergaven poblacions de suecs d'Estònia.

Entre els segles xiii i xx, hi hagué comunitats de parla sueca a Estònia, particularment a les illes (com ara Hiiumaa, Vormsi o Ruhnu; en suec, Dagö, Ormsö i Runö, respectivament) de la costa del mar Bàltic, que avui pràcticament han desaparegut. La minoria de parla sueca estava representada al parlament i podia utilitzar la seva llengua nadiua en els debats parlamentaris. Després de la pèrdua d'Estònia a mans de l'imperi Rus a principis del segle xviii, uns 1.000 estonians de parla sueca foren obligats a marxar al sud d'Ucraïna, on fundaren un poblet, Gammalsvenskby ("antic poblet suec"). Algunes persones grans del poblet encara parlen suec i segueixen els dies festius del calendari suec, tot i que el dialecte és amenaçat de probable extinció.
Entre 1918 i 1930, quan Estònia fou independent, la petita comunitat sueca rebé un bon tracte. Les municipalitats amb una majoria sueca, situades principalment al llarg de la costa, utilitzaven el suec com a llengua administrativa i la cultura sueca-estònia conegué un moment àlgid. Tanmateix, la majoria de parlants de suec fugiren a Suècia abans de la fi de la Segona Guerra Mundial abans de la invasió d'Estònia per l'exèrcit soviètic el 1944. Actualment només queden uns pocs parlants de suec.

## Distribució
El suec és la llengua nacional de Suècia, i la primera llengua per la immensa majoria d'aproximadament vuit milions ciutadans suecs i adquirida per un milió d'immigrants. A la segona meitat de la dècada del 2000, un 5,5% de la població de Finlàndia és de parla sueca, tot i que el percentatge ha minvat constantment al llarg dels últims 400 anys. La minoria de suecs de Finlàndia es concentra a les regions costaneres i arxipèlags del sud i oest de Finlàndia. En algunes d'aquestes zones, el suec és la llengua dominant. En dinou municipalitats, setze de les quals es troben a Åland, el suec és l'única llengua oficial. En algunes altres és la llengua majoritària, i és una llengua minoritària en encara més. Hi ha una migració significativa entre els països nòrdics, però a causa de la semblança entre les llengües i les cultures (tret del finès), els immigrants solen assimilar-se ràpidament i no destaquen com a grup. Fora de Suècia hi ha uns quaranta mil estudiants actius inscrits en cursos de suec.

### Oficialitat

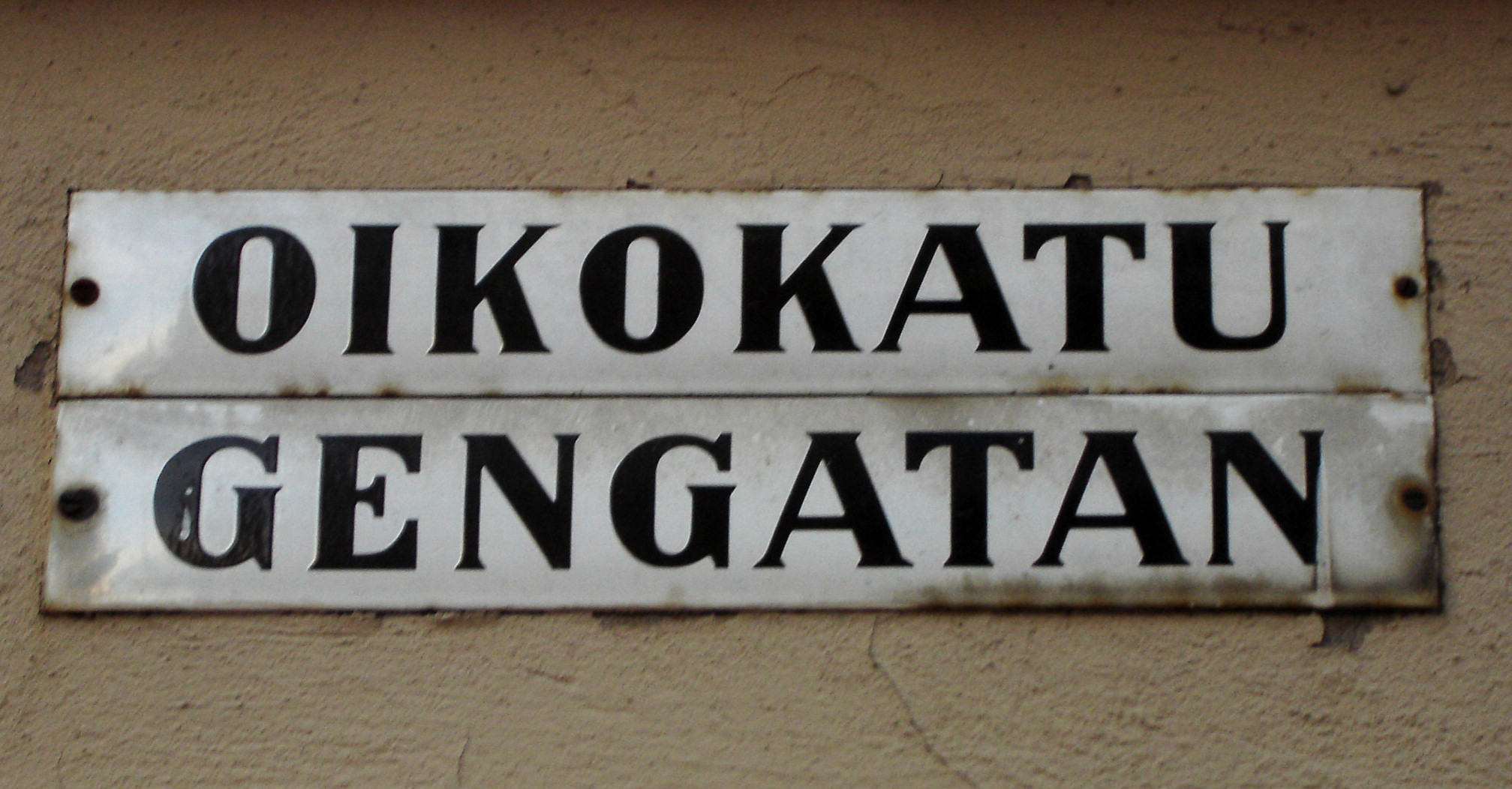
Un cartell de carrer en finès (a dalt) i en suec (a baix).

El suec és considerat «llengua principal» a Suècia, i és la llengua principal utilitzada en l'administració local i estatal, però no té reconeixement legal com a llengua oficial. El 2005 es proposà una llei que hauria convertit el suec en la llengua oficial, però no fou aprovada pel marge més petit possible (145-147), a causa d'un error d'aparellament.
El suec és l'única llengua oficial d'Åland (una província autònoma sota la sobirania de Finlàndia on la immensa majoria dels 26.000 habitants parlen suec com a primera llengua. A Finlàndia, el suec és la segona llengua nacional juntament amb el finès a escala estatal, i és una llengua oficial en algunes municipalitats rurals i costaneres. Tres municipalitats (Korsnäs, Närpes i Larsmo) de Finlàndia continental tenen el suec com a única llengua oficial. Al poblet estonià de Noarootsi, el suec és llengua oficial juntament amb l'estonià. El suec també és una de les llengües oficials de la Unió Europea, i una de les llengües de treball del Consell Nòrdic. Segons la Convenció de Llengües Nòrdiques, els ciutadans dels països nòrdics que parlen suec tenen la possibilitat d'utilitzar la seva llengua nativa quan fan tràmits amb òrgans oficials d'altres països nòrdics sense haver de pagar despeses d'interpretació o traducció.

### Òrgans reguladors
El Consell de la Llengua Sueca (Språkrådet) és el regulador oficial del suec, però no intenta controlar la llengua, a diferència de l'Académie française o la Secció Filològica de l'Institut d'Estudis Catalans. Tanmateix, moltes organitzacions i agències requereixen que se segueixi una obra del Consell, les Svenska skrivregler ('normes d'escriptura del suec') en contextos oficials, mentre que en altres contextos se les considera un estàndard ortogràfic de facto. Entre les moltes organitzacions que componen el Consell de la Llengua Sueca, l'Acadèmia Sueca (fundada el 1786) és probablement la més influent. Els seus instruments principals són els diccionaris Svenska Akademiens Ordlista (SAOL, actualment a la seva 13a edició) i Svenska Akademiens Ordbok, a més de diversos llibres sobre gramàtica, ortografia i llibres d'estil. Tot i que a vegades es fan servir els diccionaris com a normes oficials de la llengua, el seu objectiu principal és reflectir l'ús actual.
A Finlàndia, una secció especial de l'Institut de Recerca sobre les Llengües de Finlàndia té un estatus oficial com a òrgan regulador del suec a Finlàndia. Entre les seves prioritats més altes es troba mantenir la intel·ligibilitat amb el suec parlat a Suècia. Ha publicat Finlandssvensk ordbok, un diccionari sobre les diferències entre el suec de Finlàndia i el de Suècia des del seu punt de vista.

## Dialectes
La definició tradicional del dialecte del suec és la d'una varietat local que no ha estat fortament influïda per la llengua estàndard i que ha seguit un desenvolupament propi des de temps de l'antic nòrdic. Molts dels dialectes rurals genuïns, com els d'Orsa a Dalarna i Närpes a Österbotten, presenten característiques fonètiques i gramàtiques molt distintives, com ara formes plurals dels verbs o declinacions arcaiques. Aquests dialectes poden ser gairebé incomprensibles per la majoria de suecs, i gran part dels seus parlants també parlen el suec estàndard amb fluència. Els diferents dialectes sovint són tan locals que es limiten a parròquies individuals, i són anomenades sockenmål (literalment, "parla de parròquia") pels lingüistes suecs. Se'ls sol separar en sis grans grups, que tenen característiques comunes de prosòdia, gramàtica i vocabulari. Aquí es donen un o més exemples de cada grup. Tot i que cada exemple podria ser representatiu de dialectes propers, el nombre real de dialectes és de diversos centenars si es compta separadament cada comunitat.
Aquest tipus de classificació, tanmateix, es basa en una vista nacionalista un xic romàntica de l'etnicitat i la llengua. La idea que només les varietats rurals del suec haurien de considerar-se «genuïnes» no és generalment acceptada pels estudiosos moderns. Cap dialecte, poc importa com de remot o obscur sigui, roman immutable i impertorbat per un mínim d'influències dels dialectes propers o de la llengua estàndard, especialment a partir del segle xviii amb l'arribada dels mitjans de massa i mitjans de transport avançats. Actualment les diferències es poden descriure més precisament per mitjà d'una escala que va de «llengua estàndard» a «dialecte rural», segons la qual la parla d'un mateix individu pot variar d'un extrem a l'altre depenent de la situació. Tots els dialectes suecs, amb l'excepció de les molt divergents parles de Dalarna, Norrboten i, en certa manera, Gotland, poden ser considerats part d'un contínuum dialectal comú i mútuament intel·ligible. Aquest contínuum també pot incloure els dialectes del noruec i alguns del danès.
Les mostres que es troben més avall provenen de SweDia, un projecte de recerca sobre els dialectes actuals del suec que es pot descarregar (però amb informació únicament en suec), amb moltes més mostres de cent dialectes diferents amb gravacions de quatre parlants diferents: una dona gran, un home gran, una dona jove i un home jove. Els grups dialectals són els que utilitzen tradicionalment els dialectòlegs.

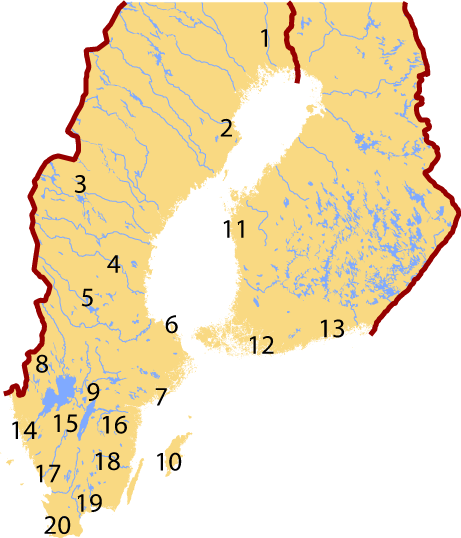
Mapa que mostra la provinença de les mostres de dialectes actuals.

1. Överkalix, Norrbotten; dona jove
2. Burträsk, Västerbotten; dona jove
3. Aspås, Jämtland; dona jove
4. Färila, Hälsingland; home gran
5. Älvdalen, Dalarna; dona gran
6. Gräsö, Uppland; home gran
7. Sorunda, Södermanland; home jove
8. Köla, Värmland dona jove
9. Viby, Närke; home gran
10. Sproge, Gotland; dona jove
11. Närpes, Österbotten; dona jove
12. Dragsfjärd, Åboland; home gran
13. Porvoo, Uusimaa Oriental; home jove
14. Orust, Bohuslän; home gran
15. Floby, Västergötland; dona gran
16. Rimforsa, Östergötland; dona gran
17. Årstad-Heberg, Halland; home jove
18. Stenberga, Småland; dona jove
19. Jämshög, Blekinge; dona gran
20. Bara, Escània; home gran

### Suec estàndard
El suec estàndard, que deriva dels dialectes parlats a la regió de la capital als voltants d'Estocolm, és la llengua que usen pràcticament tots els suecs i la majoria de suecs de Finlàndia. El terme suec més habitual per la llengua estàndard és riksvenska ("suec nacional") i en molt menor mesura högsvenska ("alt suec"); aquest últim es limita al suec parlat a Finlàndia i rarament se l'usa a Suècia. Hi ha moltes varietats regionals de la llengua estàndard que són específiques d'àrees geogràfiques de diverses mides (regions, províncies històriques, ciutats, pobles, etc.). Mentre que aquestes varietats solen rebre influència dels dialectes autèntics, la seva estructura gramatical i fonològica s'assembla molt a la dels dialectes del suec central. En els mitjans de masses, ja no és rar que els periodistes parlin amb un marcat accent regional, però la pronúncia més comuna, que també és considerada la més formal, encara és el suec estàndard central.
Malgrat que aquesta terminologia i les seves definicions fa temps que estan establertes entre els lingüistes, la majoria de suecs no són conscients de la distinció i del seu rerefons històric, i sovint es refereixen a les varietats regionals com a "dialectes". En una enquesta feta el 2005 per l'Institut Suec de Venda al Detall (Handelns Utredningsinstitut), l'actitud dels suecs quant a l'ús de certs dialectes per part dels venedors revelà que el 54% pensava que el rikssvenska és la varietat que preferirien sentir en parlar per telèfon amb venedors, tot i que el gotländska o skånska foren presentats com a alternatives a l'enquesta.

### Suec de Finlàndia
Finlàndia fou part de Suècia des del segle xiii fins a la pèrdua dels territoris finlandesos a mans de Rússia el 1809. El suec fou l'única llengua administrativa fins al 1902, així com la llengua dominant a la cultura i l'educació fins a la independència de Finlàndia el 1917. El percentatge de parlants de suec a Finlàndia ha minvat constantment des d'aleshores.

### Varietats dels immigrants
Suec de Rinkeby (de Rinkeby, un suburbi del nord d'Estocolm amb una gran població d'immigrants) és un nom comú entre els lingüistes per referir-se a varietats del suec parlades per joves d'origen estranger als suburbis d'Estocolm, Göteborg i Malmö. Alternativament, aquestes varietats podrien classificar-se com a sociolectes, car els dialectes dels immigrants comparteixen trets comuns independentment de la seva situació geogràfica o el país d'origen dels parlants. Alguns estudis, tanmateix, han trobat característiques distintives i han encunyat termes com ara Suec de Rosengård (de Rosengård, a Malmö). Un sondeig fet per la lingüista sueca Ulla-Britt Kotsinas mostrà que els estudiants estrangers tenien dificultat per endevinar l'origen de parlants de suec de Rinkeby d'Estocolm. La dificultat més gran era per identificar la parla d'un nen els pares del qual eren tots dos suecs; només un 1,8% encertà la seva llengua nadiua.

## Fonologia

Els fonemes vocàlics del suec estàndard central.

El suec té nou vocals que componen disset fonemes en la majoria de varietats i dialectes (la vocal [e] curta i la vocal [ɛ] coincideixen). Hi ha divuit fonemes consonàntics, entre els quals la consonant fricativa postalveolovelar sorda, [ɧ] i [r] presenten variacions considerables depenent del context social i dialectal. Un tret característic del suec és la seva prosòdia (entonació, accent, to, etc.) molt variada, que sovint és una de les diferències més notables entre els diversos dialectes. Parlants nadius de suec que adapten la seva parla quan es troben en zones amb altres varietats regionals o dialectes sovint utilitzaran els sons de la nova varietat, però conservaran tanmateix la prosòdia del seu dialecte nadiu.
|             | Bilabials | Bilabials | Labiodentals | Labiodentals | Dentals | Dentals | Dentals | Alveolars | Palatals | Palatals | Velars | Velars | Glotals |
| Oclusives   | p         | b         |              |              | t       | d       |         |           |          |          | k      | g      |         |
| Aproximants |           | b         |              | v            |         | d       | l       | r         |          | j        |        | g      | h       |
| Fricatives  |           |           | f            | v            | s       | s       | s       | r         | ɕ        | j        | ɧ      | ɧ      |         |
| Vibrants    |           |           |              |              |         |         |         | r         |          |          |        |        |         |
| Nasals      | m         | m         |              |              | n       | n       | n       |           |          |          | ŋ      | ŋ      |         |

## Vocabulari
El vocabulari del suec és principalment germànic, sigui directament heretat del protogermànic o via manlleus de l'alemany, el baix alemany mitjà i, en certa manera, l'anglès. Exemples de paraules germàniques en suec són mus (ratolí), kung (rei) i gås (oca). Una part significativa del vocabulari religiós i científic és d'origen llatí o grec, sovint a través del francès i, més recentment, l'anglès.
Al segle xviii s'incorporaren nombroses paraules d'origen francès al suec. Aquestes paraules foren transcrites al sistema ortogràfic suec, de manera que es pronuncien d'una manera que resultaria familiar a un parlant de francès. La majoria d'aquestes paraules es distingeixen per un "accent francès", que es caracteritza per l'èmfasi en l'última síl·laba. Per exemple ''nivå ("niveau", nivell) o fåtölj ("fauteuil", cadira de braços). També han estat habituals els manlleus d'altres llengües germàniques, al principi del baix alemany mitjà, la llengua franca de la Lliga Hanseàtica, i després de l'alemany estàndard. Algunes paraules compostes són traduccions dels elements que componen les paraules compostes alemanyes originals (és a dir, calcs lingüístics), com ara bomull de l'alemany Baumwolle (cotó; literalment "llana d'arbre").
Com en moltes llengües germàniques, es poden formar paraules noves per mitjà de la composició, per exemple, substantius com ara nagellackborttagningsmedel (eliminador d'esmalt d'ungles) o verbs com smygfilma (filmar en secret). De manera similar a l'alemany o el neerlandès, són possibles paraules molt llargues i bastant impràctiques com ara produktionsstyrningssystemsprogramvaruuppdatering ("posada al dia del programari del sistema controlador de producció"), però rarament són tan complexes, almenys en el suec parlat i fora de l'àmbit tècnic. Les paraules compostes agafen el seu gènere del nucli sintàctic, que en suec és sempre l'últim morfema. També es creen paraules noves per mitjà de la derivació d'altres paraules existents, com ara la verbificació de substantius afegint el sufix de derivació -a, com en öl (cervesa) i öla (beure cervesa).

## Sistema d'escriptura
L'alfabet suec és un alfabet de 29 lletres que utilitza l'alfabet llatí bàsic de 26 lletres més tres lletres addicionals: Å / å, Ä / ä, i Ö / ö, incorporades en temps moderns a partir del costum d'escriure la segona lletra d'ao, ae i oe a sobre de la primera. Tot i que aquestes combinacions són versions històricament modificades d'A i O segons la definició catalana de la paraula "diacrític", aquests tres caràcters no són considerats diacrítics dins de la definició sueca, més estreta, car són ordenades com a lletres independents després de Z. Abans de la publicació de la tretzena edició de la Svenska Akademiens Ordlista a l'abril del 2006, w era tractada com una mera variant de v utilitzada només en noms (com ara "Wallenberg") i paraules estrangers ("bowling"), de manera que era ordenada i pronunciada com v. Altres diacrítics són poc habituals en suec; a vegades s'utilitza é per indicar que la síl·laba àtona cau en una síl·laba final amb e, especialment quan la tonicitat canvia el significat (ide, "cau" – idé, "idea"); a vegades s'utilitzen altres accents tancats i, menys sovint, també es poden trobar accents oberts en noms i paraules estrangeres. La lletra à s'usa per referir-se al preu unitari.
La lletra ü alemanya és tractada com una variació de y, i a vegades es conserva en els noms estrangers. Una dièresi pot aparèixer molt rarament en un estil elaborat (per exemple: "Aïda"). Les lletres a i ö poden ser el resultat d'una transformació fonètica anomenada omljud, equivalent a l'umlaut de l'alemany, en què a o å s'obren en ä en la conjugació (natt – nätter, tång – tänger), i o s'obre en ö (bok - böcker). Aquesta no és pas l'única utilitat d'aquests caràcters. A més, en adjectius susceptibles a l'omljud, u es transforma en y (ung - yngre); mai no s'escriu ü. La convenció alemanya d'escriure ä i ö com a ae i oe si aquests caràcters no estan disponibles és inusual pels parlants de suec actual. Malgrat la disponibilitat de tots aquests caràcters en el sistema nacional suec de dominis de primer nivell i altres dominis d'Internet, els webs suecs solen tenir un URL amb a i o, basant-se en la semblança visual.
En l'ortografia sueca, els dos punts tenen una funció similar a la que tenen en català amb algunes excepcions. Es fan servir per als nombres, com en 10:50 kronor per dir tio kronor och femtio öre (10,50 SEK); per abreviacions com 1:a per dir första (primer) o S:t per dir sankt (sant); i tota mena de sufixos que es poden afegir a nombres, lletres i abreviacions, com ara 53:an per dir femtiotrean (53è), första a:t (la primera "a") i tv:n per dir televisionen (la televisió).

## Gramàtica
Els substantius i adjectius suecs es declinen en gèneres i nombre. Els substantius pertanyen a un d'entre dos gèneres – comú per la forma en i neutre per la forma ett. – que també determinen la declinació dels adjectius. Per exemple, la paraula fisk (peix) és un substantiu comú (en fisk) i pot tenir les següents formes:
|                  | Singular | Plural   |
| ---------------- | -------- | -------- |
| Forma indefinida | fisk     | fiskar   |
| Forma definida   | fisken   | fiskarna |

La forma definida singular d'un substantiu es crea afegint un sufix (-en, -n, -et o -t), depenent del seu gènere i de si el substantiu acaba en vocal o no. Els articles definits den, det i de s'utilitzen per variar la definitud d'un substantiu. Poden servir de pronoms demostratius o determinant quan se'ls usa amb adverbis com här (aquí) o där (allà) per formar den/det här (que també pot ser denna/detta; "aquest"), den/det där (que també pot ser dessa; "aquests") o de där ("aquells"). Per exemple, den där fisken significa "aquell peix" i es refereix a un peix específic; den fisken és menys definit i significa "aquell peix" en un sentit més abstracte, com ara "aquell conjunt de peixos"; mentre que fisken vol dir "el peix". En certs casos, la forma definida indica possessió, per exemple, jag måste tvätta händerna ("m'he de rentar les mans").
Els adjectius es declinen en dues flexions: – definit i indefinit – i han de concordar amb el substantiu que modifiquen en gènere i en nombre. Les formes indefinida neutra i plurals d'un adjectiu es formen afegint un sufix (-t o -a) a la forma comuna de l'adjectiu; per exemple, en grön stol (una cadira verda), ett grönt hus (una casa verda), o gröna stolar (cadires verdes). La forma definida d'un adjectiu és idèntica a la forma indefinida plural, com a den gröna stolen (la cadira verda), det gröna huset (la casa verda) i de gröna stolarna (les cadires verdes). L'adjectiu irregular liten (petit) es declina diferentment:
| Singular comú    | Singular neutre | Plural |     |
| ---------------- | --------------- | ------ | --- |
| Forma indefinida | liten           | litet  | små |
| Forma definida   | lilla           | lilla  | små |

Els pronoms personals suecs tenen distinció de gènere en la tercera persona del singular i presenten una forma nominativa, una de genitiva i una d'objecte. Aquestes són les formes nominativa, genitiva i d'objecte del pronom hon (ella):
hon - hennes - henne
La possessió s'expressa amb la partícula enclítica -s, que s'afegeix al final d'un sintagma nominal (possiblement complex). En el llenguatge escrit, tanmateix, els llibres d'estil no solen recomanar afegir l'enclític a cap altre substantiu que no sigui el nucli del sintagma; però això és habitual en el llenguatge oral.
mannen; "l'home"
mannens hatt; "el barret de l'home"
mannen i grå kavaj; "l'home amb un vestit gris"
mannen i grå kavajs hatt; "el barret de l'home amb un vestit gris"
Els verbs es conjuguen segons el temps. Un grup de verbs (els que acaben en -er en el present) tenen una forma imperativa especial, tot i que en la majoria de verbs aquesta forma és idèntica a l'infinitiu. L'ús del participi absolut i el participi actiu com a adjectius és molt comú:
Participi absolut: en stekt fisk; "un peix fregit"
Participi actiu: en stinkande fisk; "un peix pudent"
A diferència del català i moltes altres llengües, el suec no utilitza el participi absolut per formar el perfet d'indicatiu i altres temps perfets. El verb auxiliar ha precedeix una forma especial, denominada supí, utilitzada únicament per aquesta fi (tot i que sol ser igual al participi absolut):
Participi absolut: målad; "pintat" - supí målat, perfet compost har målat; "ha pintat"
Participi absolut: stekt, "fregit" - supine stekt, perfet compost har stekt; "ha fregit"
En canvi, el participi absolut serveix per formar la veu passiva composta.
En una clàusula subordinada, el verb auxiliar ha és opcional i se'l sol ometre, particularment en la llengua escrita.
Jag ser att han (har) stekt fisken; "Veig que ell (ha) fregit el peix"
A vegades s'usa el mode subjuntiu amb certs verbs, però cada cop és més rar i pocs parlants consideren el grapat de verbs d'ús habitual (com ara vore o månne) com a conjugacions diferents, i la majoria ja només existeixen com a idiotismes.
La manca de casos en suec és compensada per una gran varietat de preposicions, similars a les de l'anglès. Com en l'alemany modern, les preposicions solien determinar el cas en suec, però aquest tret només continua existint en expressions com ara till sjöss (genitiu) o man ur huse (datiu singular), tot i que algunes d'elles encara són bastant comunes.
Com que el suec és una llengua germànica, la sintaxi presenta semblances a la de l'anglès i l'alemany. Com l'anglès, el suec té un ordre de paraules bàsic de Subjecte Verb Objecte, però com l'alemany, utilitza un ordre de verb segona paraula en clàusules principals, com ara després d'adverbis, sintagmes adverbials i proposicions subordinades. Els sintagmes preposicionals segueixen un ordre Lloc Manera Temps, com en anglès i a diferència de l'alemany. Els adjectius precedeixen el substantiu que modifiquen.

## Exemple
Fragment de Barfotabarn (1933), de Nils Ferlin (1898-1961):
| Original                                        | Traducció                                           |
| ----------------------------------------------- | --------------------------------------------------- |
| Du har tappat ditt ord och din papperslapp,     | Has perdut la teva paraula i la teva nota de paper, |
| du barfotabarn i livet.                         | tu, nen descalç de la vida.                         |
| Så sitter du åter på handlar'ns trapp           | Ara tornes a seure al porxo del botiguer            |
| och gråter så övergivet.                        | i plores, abandonat.                                |
| Vad var det för ord – var det långt eller kort, | Com era aquesta paraula – va ser curta o llarga,    |
| var det väl eller illa skrivet?                 | estava ben o mal escrita?                           |
| Tänk efter nu – förr'n vi föser dig bort,       | Pensa-t'ho dues vegades – abans que et fem fora,    |
| du barfotabarn i livet.                         | tu, nen descalç de la vida.                         |